# سومطرة الجنوبية
سومطرة الجنوبية (بالإندونيسية: Sumatera Selatan)‏، هي إحدى مقاطعات إندونسيا. وهي تقع في الجنوب الشرقي من جزيرة سومطرة، ومساحة الإقليم 91,592.43 كيلومتر مربع (35,364 ميل مربع) ويبلغ عدد سكانها 7,450,394 في تعداد 2010؛ وآخر تقدير رسمي هو 10,675,862 (كما في مايو 2015). عاصمتها فلمبان.

## المناخ
يظهر الجدول التالي التغييرات المناخية على مدار السنة لسومطرة الجنوبية:
| البيانات المناخية لـسومطرة الجنوبية | البيانات المناخية لـسومطرة الجنوبية | البيانات المناخية لـسومطرة الجنوبية | البيانات المناخية لـسومطرة الجنوبية | البيانات المناخية لـسومطرة الجنوبية | البيانات المناخية لـسومطرة الجنوبية | البيانات المناخية لـسومطرة الجنوبية | البيانات المناخية لـسومطرة الجنوبية | البيانات المناخية لـسومطرة الجنوبية | البيانات المناخية لـسومطرة الجنوبية | البيانات المناخية لـسومطرة الجنوبية | البيانات المناخية لـسومطرة الجنوبية | البيانات المناخية لـسومطرة الجنوبية | البيانات المناخية لـسومطرة الجنوبية |
| الشهر                               | يناير                               | فبراير                              | مارس                                | أبريل                               | مايو                                | يونيو                               | يوليو                               | أغسطس                               | سبتمبر                              | أكتوبر                              | نوفمبر                              | ديسمبر                              | المعدل السنوي                       |
| ----------------------------------- | ----------------------------------- | ----------------------------------- | ----------------------------------- | ----------------------------------- | ----------------------------------- | ----------------------------------- | ----------------------------------- | ----------------------------------- | ----------------------------------- | ----------------------------------- | ----------------------------------- | ----------------------------------- | ----------------------------------- |
| متوسط درجة الحرارة الكبرى °ف        | 87.4                                | 88.2                                | 88.7                                | 89.8                                | 90.3                                | 89.4                                | 89.2                                | 89.8                                | 90.5                                | 90.7                                | 89.4                                | 88.0                                | 89.3                                |
| المتوسط اليومي °ف                   | 80.2                                | 80.8                                | 81.0                                | 81.9                                | 82.4                                | 81.3                                | 80.6                                | 81.0                                | 81.5                                | 81.9                                | 81.3                                | 80.6                                | 81.2                                |
| متوسط درجة الحرارة الصغرى °ف        | 73.2                                | 73.4                                | 73.4                                | 74.1                                | 74.5                                | 73.2                                | 72.1                                | 72.3                                | 72.5                                | 73.2                                | 73.4                                | 73.4                                | 73.2                                |
| الهطول إنش                          | 10.9                                | 10.3                                | 13.0                                | 10.4                                | 8.4                                 | 4.8                                 | 4.1                                 | 4.2                                 | 4.7                                 | 7.3                                 | 10.8                                | 14.4                                | 103.3                               |
| متوسط درجة الحرارة الكبرى °م        | 30.8                                | 31.2                                | 31.5                                | 32.1                                | 32.4                                | 31.9                                | 31.8                                | 32.1                                | 32.5                                | 32.6                                | 31.9                                | 31.1                                | 31.8                                |
| المتوسط اليومي °م                   | 26.8                                | 27.1                                | 27.2                                | 27.7                                | 28.0                                | 27.4                                | 27.0                                | 27.2                                | 27.5                                | 27.7                                | 27.4                                | 27.0                                | 27.3                                |
| متوسط درجة الحرارة الصغرى °م        | 22.9                                | 23.0                                | 23.0                                | 23.4                                | 23.6                                | 22.9                                | 22.3                                | 22.4                                | 22.5                                | 22.9                                | 23.0                                | 23.0                                | 22.9                                |
| الهطول مم                           | 277                                 | 262                                 | 329                                 | 263                                 | 213                                 | 122                                 | 104                                 | 107                                 | 120                                 | 186                                 | 274                                 | 366                                 | 2٬623                               |
| ساعات سطوع الشمس الشهرية            | 169                                 | 118                                 | 130                                 | 150                                 | 174                                 | 127                                 | 130                                 | 149                                 | 118                                 | 160                                 | 132                                 | 120                                 | 1٬677                               |
| المصدر #1: Climate-Data.org         |                                     |                                     |                                     |                                     |                                     |                                     |                                     |                                     |                                     |                                     |                                     |                                     |                                     |
| المصدر #2: الأرصاد الجوية الألمانية |                                     |                                     |                                     |                                     |                                     |                                     |                                     |                                     |                                     |                                     |                                     |                                     |                                     |